# Leonor de Almeida Portugal
Leonor de Almeida Portugal, född 1750, död 1839, var en portugisisk poet, målare och salongsvärd.